# Gary Hogeboom
Gary Keith Hogeboom (Grand Rapids, 21 agosto 1958) è un ex giocatore di football americano statunitense che ha giocato nel ruolo di quarterback nella National Football League (NFL). Al college giocò a football alla Central Michigan University.

## Carriera professionistica
Hogeboom fu scelto nel corso del quinto giro (133º assoluto) del Draft NFL 1980 dai Dallas Cowboys. In carriera giocò anche con Indianapolis Colts, Phoenix Cardinals e Washington Redskins. Disputò dieci stagioni come professionista (1980–1989), passando 9.346 yard, 49 touchdown e 60 intercetti. I suoi massimi in carriera li fece registrare nella stagione 1989 alla guida dei Phoenix Cardinals con 2.591 yard passate, 14 touchdown e 19 intercetti. La sua unica apparizione nei playoff fu nella finale della NFC del 1982 dei Cowboys contro i Washington Redskins. Sceso in campo al posto dell'infortunato Danny White, passò 162 yard e 2 touchdown, subendo due intercetti, nella sconfitta di Dallas 31-17. Nel 1987, come membro degli Indianapolis Colts, Hogeboom fu uno dei pochi giocatori regolari della NFL a non partecipare allo sciopero dei giocatori di quell'anno. Scese in campo assieme ai giocatori di riserva che furono reclutati per permettere di continuare il calendario della lega durante lo sciopero. Le vittorie dei Colts in quelle partite risultarono cruciali per permettere alla franchigia di raggiungere i playoff per la prima volta negli ultimi dieci anni.

## Vittorie e premi
Nessuno

## Statistiche
| Yard passate  | 9.436 |
| Touchdown     | 49    |
| Intercetti    | 60    |
| Passer rating | 71,9  |